# Levín (hrad, okres Semily)
Levín je zaniklý hrad západně od Levínské Olešnice v okrese Semily. Pozůstatky hradu se nachází na ostrohu ve východní části Staropacké hory nad levým břehem řeky Olešky v nadmořské výšce asi 500 metrů. Dochovaly se z něj terénní pozůstatky budov a opevnění, které jsou od roku 1964 chráněny jako kulturní památka.

## Historie
Jméno hradu se v písemných pramenech objevuje většinou jen v predikátech jeho majitelů. První písemná zmínka je z roku 1333, kdy na něm sídlil Naček z Levína, považovaný za zakladatele hradu. V letech 1363–1375 byl hrad v držení Jakuba z Levína a mezi roky 1380 a 1404 patřil Zdeňkovi z Hustířan, řečenému z Levína. Zdeněk z Levína, který je snad totožný ze Zdeňkem z Hustířan, je uváděn v roce 1421 jako účastník Čáslavského sněmu. Po roce 1421 byl hrad připojen k panství hradu Kumburka a zanikl.

## Stavební podoba
Předhradí má tvar lichoběžníku a nedochovaly se v něm žádné stopy zástavby. Západně od něj se za příkopem nacházelo hradní jádro, jehož severovýchodní stranu zaujal dlouhý palác s drobným přístavkem v koutě u čelní hradby. Druhá, výrazně menší budova stála v protilehlém nároží. Celý hrad byl navíc obehnán příkopem, před kterým se ještě nachází val. Na přístupné východní a severovýchodní straně je tento val velmi mohutný.

## Přístup
Zbytky hradu jsou volně přístupné a dostupné po červeně značené turistické trase z Levínské Olešnice do Nové Paky.